# Matawai (Nouvelle-Zélande)
Matawai  est un petit village de l’intérieur de la région Gisborne dans le nord-est de l’île du Nord de la Nouvelle-Zélande.

## Situation
C’est une localité siégeant sur les berges de la partie supérieure de la rivière Motu, dans la chaîne de Raukumara (en).
Elle est localisée sur le trajet de la route State Highway 2/S H 2 (en) entre la ville de Gisborne et celle d’Opotiki.